# Mustafa Ajanović
Mustafa Ajanović (1. mart 1927 - 31. jul 1990) bio je zapaženi jugoslovenski lekar, političar, sportski radnik i ministar u vladama SR Bosne i Hercegovine i SFR Jugoslavije.

## Rani život
Mustafa Ajanović je rođen u istaknutoj i bogatoj bošnjačkoj porodici 1. marta 1927. godine u malom bosanskom gradu Rogatici. Iako je njegova porodica bila iz buržoaskog porekla, revolucionarna politika je uvek bila tačka razgovora u domaćinstvu. Njegov stariji brat Zejnil pridružio se ilegalnoj Komunističkoj partiji Jugoslavije 1938. godine i postao zapaženi partizan tokom okupacije države. Mustafa je osnovno obrazovanje završio u rodnom gradu, pre nego što se uoči rata preselio u Sarajevo gde je pohađao srednju školu. Nakon uspostavljanja mira upisao se na Univerzitet u Beogradu da studira medicinu, pre nego što je prešao na novoosnovani Univerzitet u Sarajevu gde je završio osnovne studije 1953. godine. Specijalizaciju iz nefrologije završio je tri godine kasnije.

## Medicinska karijera
Mustafa je medicinsku praksu obavljao u Banja Luci, nakon čega se vratio u rodni grad, gde je imenovan za direktora lokalnog doma zdravlja, koji je vodio do sve do 1966. godine.. Nakon toga je premešten u Mostar i postavljen za direktora Zavoda za socijalno osiguranje pre nego što je konačno imenovan za ministra zdravlja u vladi SR Bosne i Hercegovine. Po isteku mandata imenovan je za direktora sarajevskog Doma zdravlja. Godine 1983. imenovan je za predsednika Samoupravne udružene organizacije rada Univerzitetskog kliničkog centra u Sarajevu i tu dužnosti je obavljao do penzionisanja. Mustafa je zamenik u vladi SFR Jugoslavije od 1979. do 1983. godine.

## Sport
Kao strastveni navijač jugoslovenskog prvoligaša FK Sarajevo, bio je dugogodišnji član upravnog odbora i predsednik kluba od 1973. do 1974. godine.